# Habitatge al carrer Sant Josep Sol d'Isern, 20 (Figueres)
Sant Josep Sol d'Isern, 20 és un edifici situat al número 20 del carrer Sant Josep d'Iser del municipi de Figueres (Alt Empordà) que forma part de l'Inventari del Patrimoni Arquitectònic de Catalunya.

## Descripció
És un edifici situat a l'eixample de la ciutat. És una casa entre mitgeres propera a la Plaça de la Palmera. Edifici de planta baixa i pis coberta per terrassa. L'edifici està distribuït amb un cos central que a la planta baixa té un encoixinat de carreus amb una gran obertura en arc escarser que s'utilitza com a garatge. A banda i banda d'aquest una finestra i la porta d'accés a la casa amb una obertura a manera d'altell. Al pis superior balconada correguda de dos finestrals en arc de mig punt amb dovella clau més grossa que forma part d'una voladís. A sobre d'aquesta dues obertures amb ornamentació com a ventilació. Continua en alçat una altra cornisa que dona lloc a la balustrada que forma part de la terrassa, que és la coberta de la casa. A banda i banda del segon pis i delimitant la balustrada trobem una motllura a imitació de pilastres.